# Vindöga (hus)

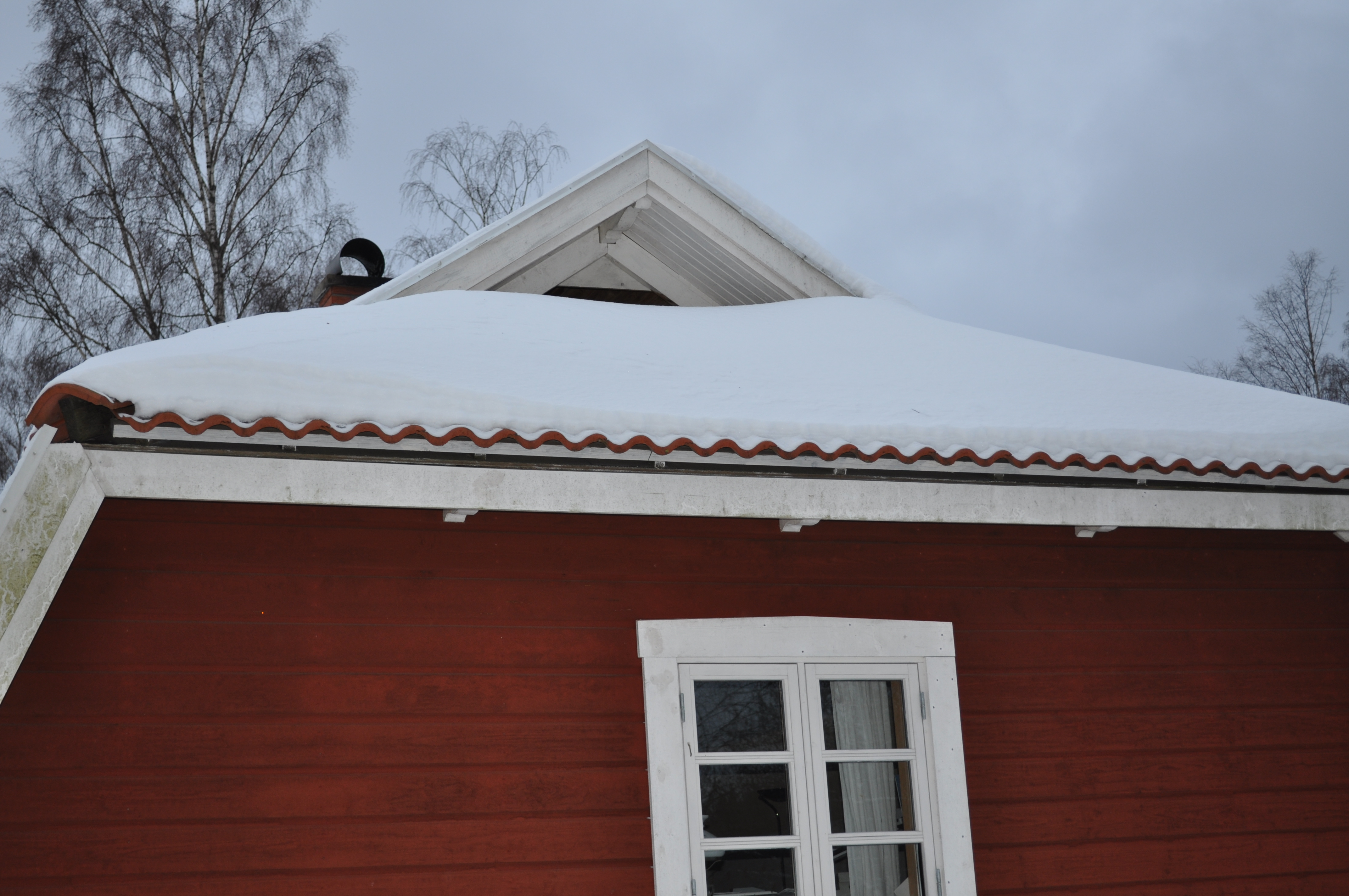
Vindöga vid nocken på ett hus 2010.

Ett vindöga är den öppning i taket där röken från eldstaden kunde komma ut. Det är också ett gammalt ord för fönster, jämför med engelska window och danska vindue ― ursprunget är det fornnordiska ordet vindauga. Äldre långhus har haft öppningar i gavlar vid nocken där röken ventilerades ut. I tidiga hus utan glasfönster släppte fönstret inte bara in ljus utan ventilerande även med hjälp en vind eftersom den lilla öppningen hade en skjut- eller fällbar lucka av trä och därmed inte var lufttät.